# میمبرز (نیومکزیکو)
میمبرز (به انگلیسی: Mimbres) یک منطقهٔ مسکونی در ایالات متحده آمریکا است که در شهرستان گرنت، نیومکزیکو واقع شده‌است. میمبرز ۶۶۷ نفر جمعیت دارد و ۱٬۸۱۹٫۹۸ متر بالاتر از سطح دریا واقع شده‌است.